# Эвкатастрофа
Эвкатастрофа (англ. Eucatastrophe) — неожиданный поворот сюжета, в результате которого протагонист выходит из ужасного и, казалось бы, безнадёжного положения. Сам термин и концепция были предложены филологом и писателем Джоном Р. Р. Толкином в эссе «О волшебных сказках», основанном на его лекции 1939 года. Впоследствии термин использовался другими авторами и исследователями.

## Происхождение
Английский филолог и писатель Джон Рональд Руэл Толкин придумал термин, составив его из греческого слова «катастрофа» (от др.-греч. καταστροφή), означавшего развязку сюжета, с префиксом «эв» (др.-греч. εὖ), что означает «хороший». В своём эссе «О волшебных сказках» (основанном на лекции, прочитанной в 1939 году), Толкин определил эвкатастрофу как основополагающую часть своей концепции мифопеи (мифотворчества). По его мнению, радость и утешение, которые приносит эвкатастрофа в сказке, гораздо важнее «иллюзорного утоления извечных желаний человечества», в чем видят смысл сказок некоторые исследователи. Толкин также использовал термин по отношению к текстам Евангелий: будучи правоверным католиком, он называл Боговоплощение эвкатастрофой «человеческой истории», а Воскресение Иисуса Христа — эвкатастрофой Боговоплощения.
Брайн Роузбери из Университета Центрального Ланкашира определяет эвкатастрофу как «счастливый конец, вопреки всем обстоятельствам, который имеет эмоциональную интенсивность и моральную уместность».
Эвкатастрофа в художественной литературе иногда сравнивается с приёмом «бог из машины» (лат. Deus ex machina), так как оба предполагают внезапное разрешение, казалось бы, нерешаемой проблемы. Но существуют и отличия: эвкатастрофа неотъемлемо связана с оптимистическим взглядом на развитие событий в нарративе, а также непосредственно связана с предыдущими событиями сюжета (в отличие от «бога из машины»), что обеспечивает «внутреннюю согласованность» описываемых событий. По мнению Толкина, эвкатастрофа может произойти и без использования «бога из машины».

## Примеры
Самой известной эвкатастрофой в произведениях самого Толкина является развязка его романа «Властелин колец». В момент, когда победа Саурона казалась неизбежной, в результате вмешательства Голлума Единое кольцо было уничтожено в огне Роковой горы. Примером использования эвкатастрофы у Толкина также являются орлы, не раз приходившие на помощь героям в отчаянных ситуациях; их также сравнивали с «богом из машины». Толкин признался, что испытывал «эвкатастрофические» эмоции после появления орлов в книге «Хоббит, или Туда и обратно». В «Сильмариллионе» примером эвкатастрофы является путешествие Эарендиля в Валинор и последующая помощь Валар в войне с Морготом, который к тому моменту захватил весь Белерианд.
В произведениях других авторов также можно найти примеры эвкатастрофы, например, взрыв «Звезды Смерти» в фильме «Звёздные войны», а также поцелуй принца, который спас Белоснежку. Лонгтермисты Оуэн Коттон-Барратт и  Тоби Орд использовали термин «эвкатастрофа» для описания гипотетического «переходного периода» в будущем, который даст «экзистенциальную надежду» и позволит не просто избежать гибели человечества, но и станет началом его «расцвета».